# Liebherr-Werk Ehingen
Das Liebherr-Werk Ehingen GmbH ist ein Teil der Liebherr-Unternehmensgruppe in Ehingen (Donau) im Alb-Donau-Kreis in Baden-Württemberg.

## Geschichte
Das Fahrzeugkranwerk in Ehingen an der Donau besteht seit 1969 als eigene Produktionsgesellschaft. Als ein weiteres Geschäftsfeld hat sich seit der Jahrtausendwende die Konstruktion und Realisierung von Großschirmen aufgetan. Arbeitstäglich verließen 2015 in Fließfertigung sechs Fahrzeugkrane das Werk, wobei der Kunde unter 35 verschiedenen Typen von Teleskop- und Gittermastkrane auf Mobil- oder Raupenfahrwerken wählen konnte.
Das Werk hat eine Gesamtfläche von 850.000 m², davon 240.000 m² überdachte Hallenfläche. Der Weltmarktanteil betrug 2015 ungefähr 45 Prozent.
Derzeit plant das Unternehmen ein zweites Werk im Ehinger Industriegebiet Berg. Nach Informationen der Südwest Presse soll die Fläche des neuen Werks ungefähr 50 Hektar betragen.

## Literatur

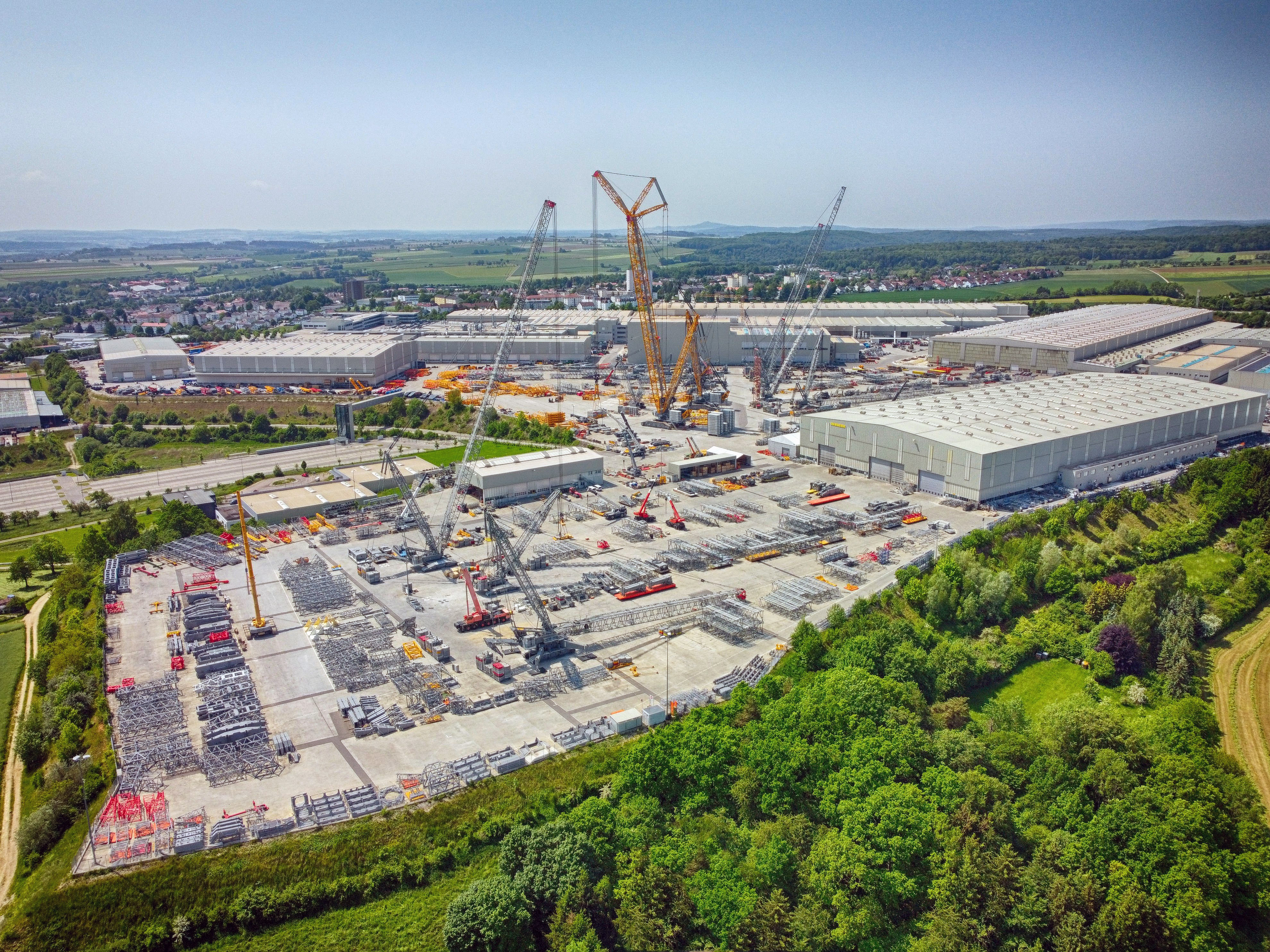
Liebherrwerk Ehingen (2021)

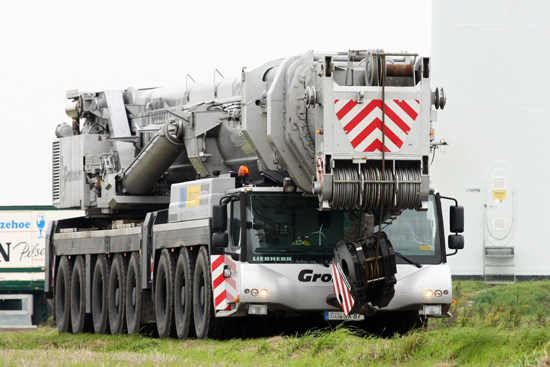
Liebherr LTM 1500 (2008)